# Falun Gong

Het embleem van Falun Gong, de Falun, bevat vijf swastikasymbolen en vier yin yang symbolen. "Falun" betekent letterlijk: "Wet-wiel".

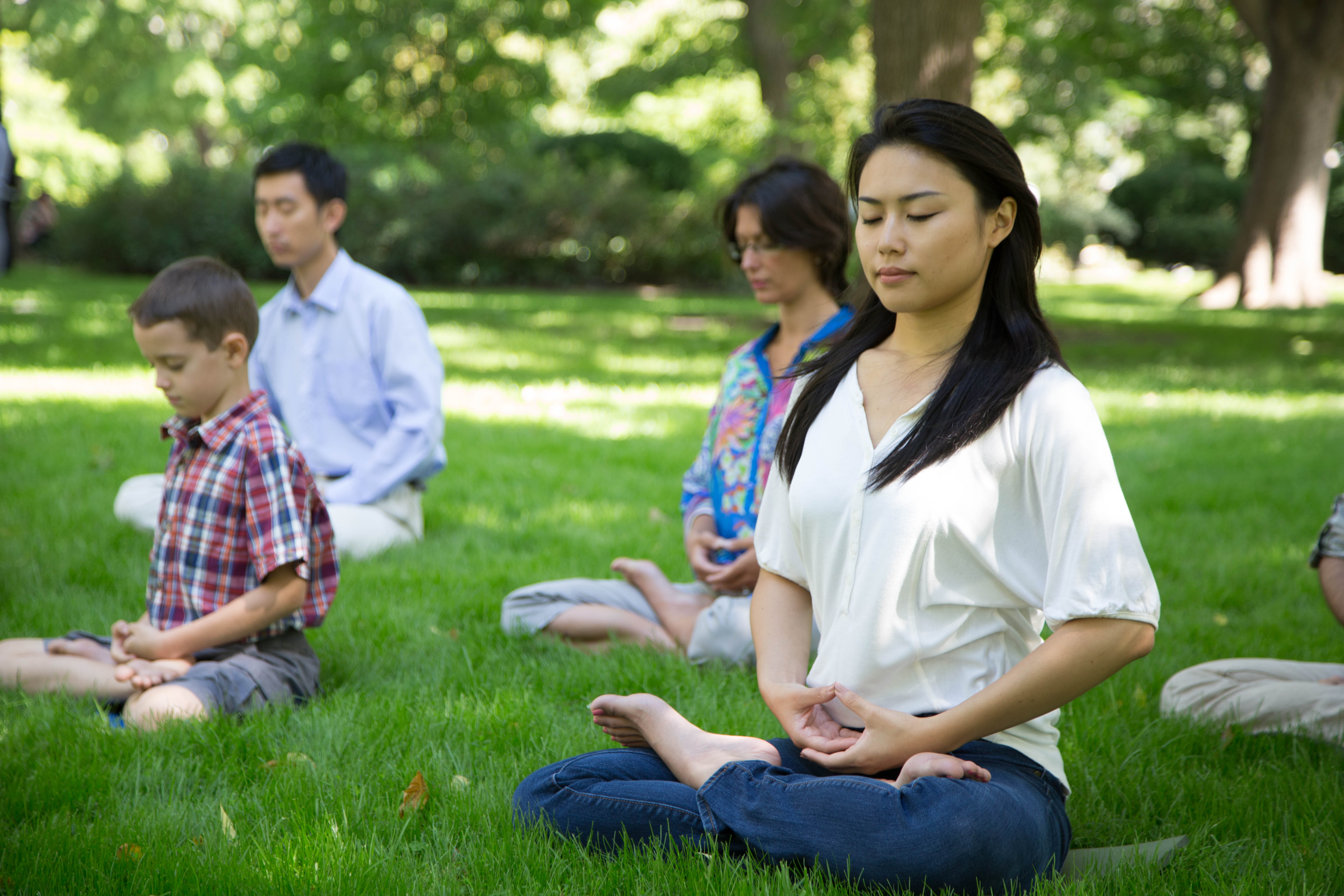
Falun Dafa meditatie in Toronto, Canada (2007).

Falun Gong (Chinees: 法輪功 / 法轮功 Fǎlún gōng), ook bekend als Falun Dafa (Chinees: 法輪大法 / 法轮大法 Fǎlún dàfǎ), is een spirituele oefenmethode die wereldwijd door miljoenen mensen wordt beoefend. De methode is geworteld in boeddhistische tradities en bestaat uit twee hoofdcomponenten: zelfverbetering door de studie van de leer zelf en rustige oefeningen en meditatie. Het geloofsysteem van Falun Dafa maakt spirituele groei mogelijk door gedisciplineerd te beoefenen. De leer moedigt mensen aan ongezonde gehechtheden los te laten terwijl ze proberen om hun leven af te stemmen op de onderliggende universele kwaliteiten: 'waarachtigheid, mededogen en verdraagzaamheid'. 
De uit China afkomstige spirituele oefenmethode werd in 1992 geïntroduceerd aan het Chinese publiek door de heer Li Hongzhi. Falun Dafa wordt nu in meer dan honderd landen beoefend en de lezingen zijn in meer dan veertig talen vertaald.
Mensen die Falun Dafa beoefenen vinden vaak dat het hun leven ingrijpend verandert. Velen ervaren dramatische gezondheisvoordelen en nieuwe energie, mentale helderheid en ontspanning en omschrijven dat zij met Falun Dafa een diepgaand spiritueel pad hebben gevonden . 
De essentie van de leer staat in het boek Zhuan Falun dat online gratis aangeboden wordt. Falun Dafa wordt gratis onderwezen en is toegankelijk voor een breed publiek.  
Falun Gong genoot populariteit in China, waarbij in 1998 naar schatting 70-100 miljoen mensen de methode volgden . Dit totdat de communistische leider Jiang Zemin op 20 juli 1999 beval om de oefenmethode te 'elimineren'. Inmiddels zijn er miljoenen mensen vastgehouden of gevangen genomen. Martelingen in gevangenschap worden sinds 2000 door internationale mensenrechtenorganisaties en de Verenigde Naties gedocumenteerd. Het Minghui platform documenteerde meer dan 100.000 individuele verhalen van mensen die gemarteld of mishandeld zijn in gevangenschap en duizenden zijn in gevangenschap doodgemarteld. Het werkelijke aantal kan veel hoger liggen. Schattingen van meerdere onafhankelijke onderzoeken wijzen op de dood van tienduizenden - mogelijk honderdduizenden - Falun Dafa beoefenaars om hun vitale organen te kunnen extraheren in de lucratieve orgaanroofhandel.    

## Zhuan Falun
Falun Dafa (“De Grote Wet van het Wetwiel”), ook wel Dafa, de Boeddha Fa, of kortweg Fa genoemd, is het theoretische gedeelte van Falun Gong. Hoewel er heel wat publicaties zijn, wordt het boek Zhuan Falun (“Het Draaiende Wetswiel”) gezien als het belangrijkste werk van Falun Dafa. Het boek is in essentie een bewerking van Li’s lezingen in China uit de periode 1992-1994. Naast de richtlijnen voor cultivatiebeoefening, behandelt het boek een breed scala aan onderwerpen, zoals qi gong, de oorsprong van ziektes, prehistorische cultuur, hoofd- en nevenbewustzijn, intentie, enz. De publicatie van Falun Gong en Zhuan Falun maakte de methode toegankelijker. De publicatie van Zhuan Falun (januari 1995) werd officieel onthuld in het auditorium van het Ministerie van Openbare Veiligheid en het boek werd een bestseller. Twee jaar voor de publicatie van Zhuan Falun werd (China) Falun Gong (april 1993) uitgegeven. Falun Gong is een introductieboek dat over cultivatie gaat, hoe Falun Gong zich relateert ten opzichte van het boeddhisme, de principes van cultivatiebeoefening en het verbeteren van het morele karakter 'xinxing'. Het boek bevat ook illustraties en uitleg van de oefeningen en meditatie. Verder zijn meer boeken zoals Further discussions on Falun Dafa (1995), Explaining the Teachings of Zhuan Falun (november 1997), Zhuan Falun II (november 1995), Guiding the Voyage (december 2001), The Essentials of Diligent Progress I en II (maart 1997 en januari 2002) en tientallen lezingen en de Hong Yin (Grand Verses) dichtbundels uitgebracht. Falun Gong boeken zijn in meer dan veertig talen vertaald.       
Li omschrijft Falun Dafa als een wetenschappelijke beschrijving van de karakteristiek van het universum. Li stelt dat het universum, net als een menselijk lichaam, naast zijn fysieke vorm ook een karakteristiek heeft die samen te vatten is in drie principes: waarachtigheid, mededogen en verdraagzaamheid. 
Volgens David Ownby, geschiedenis hoogleraar en directeur van het Centrum voor Oost-Azië Studies aan de Universite de Montreal, werd Li "direct een topspeler binnen de qigong beweging' en Falun Gong werd door de regering omarmd als een effectieve manier om gezondheidskosten te verlagen, de Chinese cultuur te stimuleren en de moraliteit van de mensen te verbeteren. In december 1992 namen Li en een aantal Falun Gong beoefenaars deel aan de Aziatische Gezondheidsexpo in Beijing waar ze 'de meeste lof ontvangen (van alle vertegenwoordigde qigong scholen daar) en zeer goede therapeutische resultaten boekten' volgens de organisatie van de expo.  
Er circuleert op internet het idee dat Falun Gong beoefenaars geen medicatie zouden mogen nemen. In Zhuan Falun staat geschreven dat als je ernstig ziek bent, je direct naar het ziekenhuis moet gaan. Daarnaast staat: "Kunnen ziekenhuizen ziekten genezen? Ja natuurlijk. Waarom zouden mensen naar het ziekenhuis gaan als mensen niet in ze geloofden en er naar toe gaan om behandeld te worden?" En: "Sommige ziekten zijn zeer ernstig, dus moet een ziekenhuis iemand zo vroeg mogelijk behandelen als ze zo'n ziekte hebben. Als de ziekte te ernstig wordt, zijn ziekenhuizen machteloos omdat een overdosis aan medicatie iemand kan vergiftigen." Falun Gong beoefenaars hebben een positieve en optimistische perceptie van hun eigen gezondheid in vergelijking met mensen die de methode niet beoefenen.
Na een lezing in Zwitserland op 4 en 5 december beantwoordt Li op een vraag 'Waarom homoseksualiteit immoreel is?' met een verwijzing naar de schepping van man en vrouw door de hemel om zich te kunnen procreëren en dat procreatie niet mogelijk is in een homoseksuele relatie. Daarnaast wordt aangedragen dat alhoewel homoseksualiteit bij de oude Grieken voorkwam (een argument om homoseksueel gedrag te legitimeren), dit aan het einde van die beschaving speelde en reden zou zijn dat deze vernietigd werd door de goden. Verder wordt in deze lezing ook uitleg gegeven over buitenaards leven in reactie op vragen van beoefenaars. En zou door cultivatiebeoefening de controle van buitenaardse wezens op diegenen verminderen door het verwijderen van een bepaalde lichaamslaag die door aliens zouden geïnstalleerd zijn bij mensen.

### Cultivatie

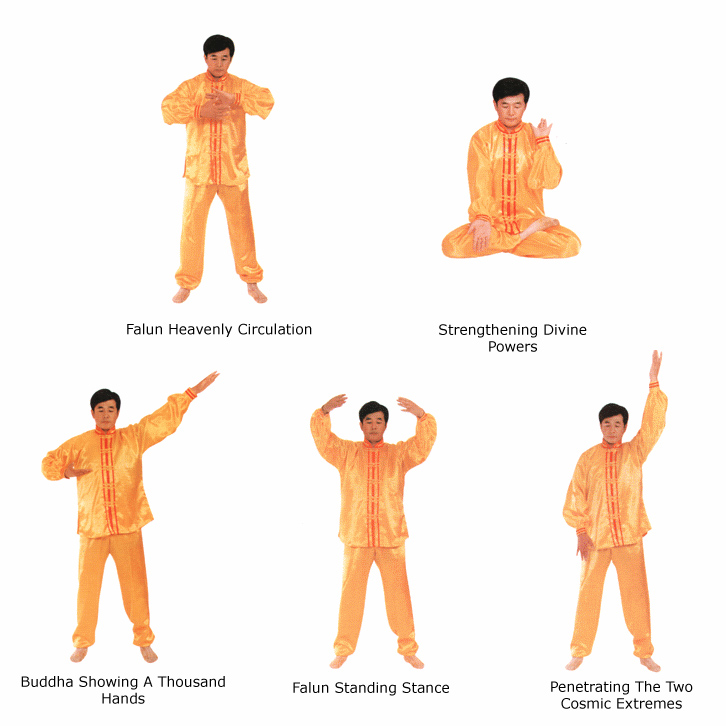
Vijf oefeningen van Falun Dafa

Volgens Li kan iemand slechts wijsheid en holistisch welzijn bereiken door zijn denken en gedrag in overeenstemming te brengen met de karakteristiek van het universum. Dit wordt de cultivatie van de geest, of xinxing (letterlijk: hart-natuur) genoemd.
Cultivatie begint volgens Li met een goed persoon te zijn; men zou als beoefenaar onder alle omstandigheden vriendelijk moeten zijn ten opzichte van anderen, rekening houden met anderen voor men iets doet, iedereen gelijk behandelen, gedisciplineerd zijn met zichzelf maar genereus met anderen, enz. Het niveau tot waar iemand zichzelf kan cultiveren, hangt volgens Li helemaal af van de persoon zelf en in hoeverre je in staat bent om de principes in de Zhuan Falun te volgen.
Als je erin slaagt je volledig te vereenzelvigen met de karakteristieken waarachtigheid, mededogen, verdraagzaamheid, wordt gezegd dat je de tao, of verlichting, hebt bereikt.
De oefeningen van Falun Gong worden slechts beschouwd als een aanvullend, versterkend middel voor cultivatiebeoefening: de cultivatie van het lichaam kan volgens Li alleen een duurzaam effect hebben als men aandacht schenkt aan het verhogen van xinxing.
Er zijn vier staande qi-gongoefeningen en één zittende meditatieoefening in Falun Gong. De oefeningen kunnen solitair of in groepsverband uitgevoerd worden en kunnen zo lang of kort als iemand wil gedaan worden. Falun Gong oefeningen worden wereldwijd in meer dan 70 landen in groepsverband gedaan in openbare parken, campussen van universiteiten etc en worden gratis begeleid door vrijwillige contactpersonen. De oefeningen worden gedaan zonder aandacht te besteden aan ademhaling, zonder begeleiding van gedachten of visualisatie. Vereist wordt met een lege, maar bewuste geest te oefenen, en de bewegingen verlopen idealiter automatisch.

## Introductie en verspreiding

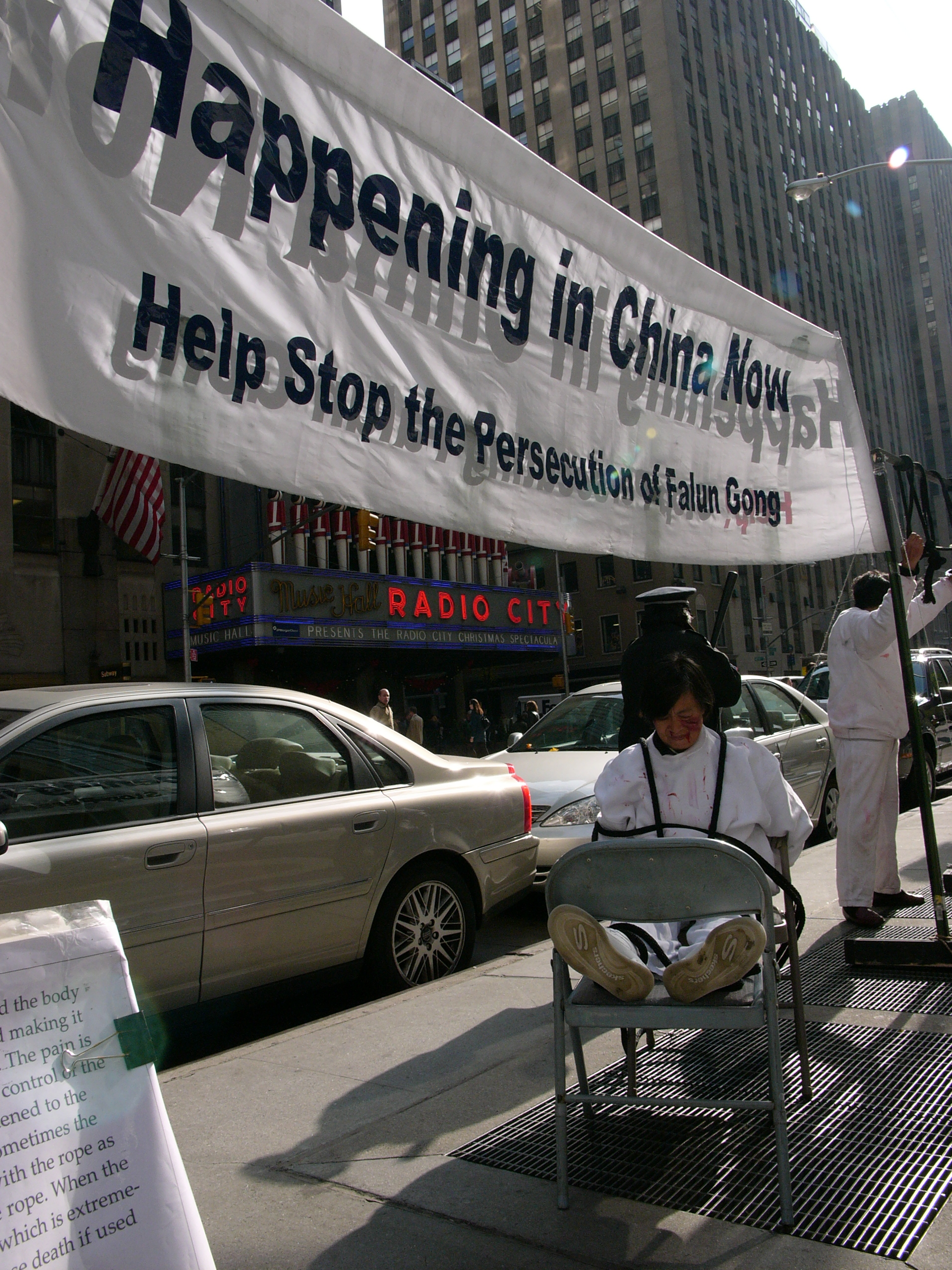
Falun Gong protest in New York

### Li Hongzhi
Li Hongzhi introduceerde Falun Gong in 1992 tijdens een seminarie in zijn geboortestad Changchun. Daarop contacteerde hij de Qigong Onderzoeksvereniging, een onderdeel van het Chinese ministerie van Sport. De Qigong Onderzoeksvereniging was bereid Li's lezingen logistiek en financieel te ondersteunen. Twee jaar lang gaf Li meer dan 50 lezingenreeksen, variërend van 7 tot 10 dagen lang, door heel China heen om Falun Gong te promoten. Volgens de New York Times dankte Li zijn succes aan het door de overheid opgedrongen atheïsme in China. Dat creëerde een vacuüm, waarin de Falun Gong-combinatie van traditionele ademhalingsoefeningen en religieuze ideeën plus moderne concepten als buitenaards leven, succesvol kon worden.
Eind 1994 beëindigde Li zijn rondreis door China. In januari 1995 verscheen het boek Zhuan Falun, een bewerking van zijn lezingen. Vanaf dan hield Li zich min of meer op de achtergrond, en publiceerde slechts sporadisch artikelen. Falun Gong verspreidde zich verder van mond tot mond en werd steeds populairder in China. Li werd ook uitgenodigd om lezingen te geven in het buitenland, vaak door geëmigreerde Chinezen. Zo gaf hij lezingen in onder andere Duitsland, Zweden, Zwitserland, Australië en de VS maar nooit promootte hij Falun Gong zo intensief als voorheen. Li emigreerde in 1996 naar de VS.
Geleidelijk verspreidde Falun Gong zich verder over de hele wereld. Het wordt op het ogenblik beoefend in ongeveer 80 landen.

### Shen Yun Performing Arts
Shen Yun Performing Arts (Chinees: 神韻藝術團, letterlijk "goddelijk ritme podium kunstgezelschap") is een in de Verenigde Staten gebaseerde non-profit klassieke Chinese dans- en muziekgezelschap dat internationaal optreedt met dansvoorstellingen en symfonieorkesten. Het wordt geopereerd door de Falun Gong nieuwe religieuze beweging . Shen Yun Performing Arts heeft voor een miljoenenpubliek opgetreden en heeft op tournee meer dan 200 steden, waaronder prestigieuze theaters, aangedaan in Europa, Noord Amerika, Oceanië en Azië. De groep stelt dat zij China's authentieke vijfduizend jaar oude goddelijk geïnspireerde cultuur nieuw leven inblaast. En dit doet door middel van klassieke Chinese dans, etnische dans, dansverhalen, orkest begeleiding als ook door instrumentale en vocale solo's aldus de mission statement van de artistiek directeur D.F. op het streaming platform Shen Yun Creations (Shen Yun Zuo Pin). In de Fei Tian Collegelezing legt de artistiek directeur de relatie tussen de geschiedenis en ontwikkeling van klassieke Chinese dans in relatie tot opera, vechtkunsten en de verschillende vormen zoals die van Shen Yun Performing Arts zelf, de Beijing Dansacademie en andere dansgezelschappen in China De voorstellingen van Shen Yun bevatten anticommunistische elementen, en wordt de ideologie van de Falung Gong benadrukt. Een terugkerend thema is de vaak twee verhalende dansen die over de vervolging van Falun Gong gaan; een groot maatschappelijk thema wat van oudsher door middel van oa dans werd getoond aan het publiek.

### Epoch Times
The Epoch Times is een snelgroeiende internationale meertalige nieuwskrant en mediaorganisatie opgericht in 2000 met een duidelijk doel: om een enorme mensenrechtencrisis in China te onthullen. Het werd opgericht door Chinees-Amerikaanse immigranten die zich verplicht voelden om propaganda te bestrijden met feitelijke informatie. Sinds 2000 is de focus verbreed en geïnternationaliseerd  en uitgebreid met producten als EpochTV, American Essence Magazine, documentaires, Epoch Insight en Epoch Health. Epoch Times wordt voornamelijk gefinancierd met advertentiegeld en abonnementsgeld. De krant ziet de vervolging van Falun Gong en de opvallende en heldhaftige reactie op die vervolging als een van de meest onderbelichte verhalen van de laatste twee decennia . Op 20 augustus 2020 werd de krant door NBC news Ben Collins en Brandy Zadrozny verdacht gemaakt als zijnde een organisatie die samenzweringstheorieën en extreemrechtse ideeën verspreidt, in het bijzonder rondom de Amerikaanse presidentsverkiezingen van 2016. De krant was de grootste adverteerder van Trump die niet gelieerd was aan de republikeinse partij tijdens de Amerikaanse presidentsverkiezingen. De Epoch Times ontkrachtte de aantijgingen van NBC News. NBC News schreef in de eerste 3 maanden van Trump als president van Amerika 93% negatief nieuws over hem .  
De Epoch Media Group publiceert in 2023 in 22 talen en wordt verspreid in 36 landen. Fysieke exemplaren zijn er in het Chinees, Engels, Spaans, Hebreeuws, Vietnamees, Koreans, Japans en Indonesisch . De Epoch times is online ook in het Nederlands te lezen.

## Dragon springs
Een groot aantal volgers van de Falun Gong wonen in en rondom een complex genaamd Dragon Springs in de staat New York. Li Hongzhi woont zelf vlak bij het complex. Tussen de bewoners zitten veel chinezen die naar Amerika gevlucht zijn nadat de Falun Gong-beweging verbannen werd door China in 1999. De Shen Yun dansgroep woont en repeteert in het complex. Er zijn ook een weeshuis, scholen en tempels te vinden. Het complex is verspreid over 1.73 km2 en staat geregistreerd als een kerk, Dragon Springs Buddhist.
Het complex stuit op kritiek van voormalig bewoners omdat Li Hongzhi de levens van bewoners streng controleert volgens de opvattingen die staan in de Zhuan Falun.

### Architectuur
In het midden van Dragon Springs staat een 23 meter hoge boeddhistische tempel in de stijl van de Tang-Dynastie. Verscheidene andere gebouwen rondom deze tempel zijn gebouwd in deze stijl. Er zijn ook een aantal modernere gebouwen.
Tijdens een bouwproject in Dragon Springs viel de 54-jarige man Janin Liu, de man overleefde de val niet. Liu werkte als een vrijwilliger. Er is naar wens van de familie geen autopsie uitgevoerd en er volgde geen onderzoek naar het ongeluk.

## Vervolging
In 1999 besloot de Chinese regering om de Falun Gong-beweging een halt toe te roepen. Sindsdien worden beoefenaars van de Falun Gong onderdrukt.
Op 25 april 1999 verzamelden ongeveer 10.000 mensen zich voor Zhongnanhai, het voornaamste gebouwencomplex van de Chinese regering in Peking, voor een vreedzame en ordelijke manifestatie. Nadat een paar van hun vertegenwoordigers enkele hoge regeringsambtenaren, onder wie premier Zhu Rongji, hadden ontmoet en aan deze laatste hun verzoek hadden overhandigd, gingen ze allen vreedzaam naar huis. Als Falun Dafa-beoefenaars verzochten zij om:
- de gevangengezette discipelen in Tianjin onmiddellijk vrij te laten;
- het verbod op publicatie en verdelen van Zhuan Falun en ander Falun Dafa-materiaal op te heffen;
- opnieuw in een niet-vijandige omgeving hun praktijk te kunnen beoefenen, zoals gewaarborgd door de Chinese grondwet.

Sinds het Tiananmenprotest in 1989 hadden niet zoveel mensen als groep een beroep op de regering gedaan. Net als toen was de reactie van de regering snel, brutaal en onderdrukkend.
Op 20 juli 1999 werden, heel vroeg in de ochtend, honderden Falun Dafa-coördinators, mensen die instonden voor het vlot lopen van Falun Gong-oefencentra, thuis aangehouden en in de gevangenis gestopt. Op 22 juli 1999 noemde de Chinese regering Falun Gong een "gevaarlijke sekte" en werd deze buiten de wet gesteld. Vanaf dan zette de Chinese regering een massale campagne op touw waarbij geen middel werd geschuwd om Falun Dafa te onderdrukken. Vele miljoenen exemplaren van Falun Dafa-boeken, video’s en audio’s werden publiekelijk verbrand. Tienduizenden discipelen werden onmiddellijk aangehouden wanneer ze tegen deze feiten protesteerden.
De Chinese regering zette alle middelen in om Falun Dafa te bestrijden: de door de staat gecontroleerde kranten en tv-stations werden gemobiliseerd en verspreidden een stroom van tegen Falun Gong gerichte informatie onder het Chinese publiek. Volgens Falun Gong-beoefenaars werden leugens daarbij niet geschuwd. Omdat Falun Dafa-beoefenaars samen met Falun Gong buiten de wet waren gesteld, konden ze over heel het reusachtige land door de lokale politie en besturen zonder opgave van reden en zonder vorm van proces worden aangehouden, uit hun huizen gezet en hun werk verliezen om vervolgens in psychiatrische ziekenhuizen en heropvoedingskampen te worden gestopt.
Zij hadden geen recht op een advocaat, konden niet in beroep gaan en mochten vanuit hun gevangenschap geen contact leggen met hun familie. Er werd hun beloofd dat ze alles wat ze verloren hadden terug konden krijgen als ze een papier ondertekenden waarin ze plechtig verklaarden om nooit meer Falun Gong te beoefenen, en geen enkel middel meer zullen aanwenden om op een of andere wijze de praktijk ervan verder te verspreiden.

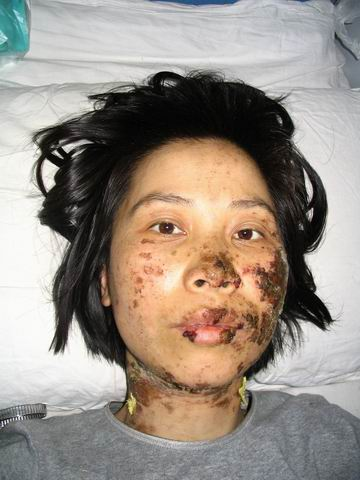
Aanhangster van Falun Gong na foltering

Er kwamen verhalen aan het licht van foltering, het toedienen van elektrische schokken en ander fysiek en psychologisch geweld. Duizenden Falun Dafa-beoefenaars zouden in psychiatrische afdelingen worden opgesloten en verplicht worden om krachtige psychotrope middelen in te nemen die ernstige schade kunnen toebrengen aan het lichaam. Als deze discipelen zich daardoor irrationeel beginnen te gedragen, zou dit door de instanties worden afgedaan als een gevolg van het beoefenen van Falun Gong en het beste bewijs dat het een gevaarlijke praktijk betreft die terecht door de regering wordt bestreden.

### Orgaantransplantaties
Volgens de Canadese politicus David Kilgour en David Matas, een advocaat, bestaan er aanwijzingen dat gevangengenomen Falun Gong-beoefenaars worden gebruikt als donor voor organen. In juli 2006 kwamen zij met een rapport, 'Report into Allegations of Organ Harvesting of Falun Gong Practitioners in China', waarin zij beweren dat de Chinese autoriteiten een onbekend aantal gevangenen hebben geëxecuteerd om hun organen te kunnen 'oogsten' (waaronder harten, levers en nieren). Volgens Amnesty en de Verenigde Naties is er concreet bewijs dat er tegen de wil van de gevangenen organen worden getransplanteerd, maar er is geen bewijs dat dit vaker bij Falun Gong volgers gebeurt.

## De Falun Gong buiten China
Bij het begin van de vervolging namen heel wat westerse media de berichtgeving van het Chinese persagentschap Xinhua over zonder de betrouwbaarheid ervan te overwegen, wat leidde tot heel wat kritiek op Falun Gong. Een rapport van Verslaggevers Zonder Grenzen uit 2005 laakte echter ernstig de geloofwaardigheid van Xinhua en omschreef het als “'s werelds grootste propagandabureau”. Hoewel de verhalen die Xinhua de wereld rondstuurde over het algemeen overdreven waren, hebben onder andere de berichten over het onnodig overlijden door het weigeren van medicatie ook buiten China plaatsgevonden.
Er bestaat ook enige controverse over het aantal Falun Gong-beoefenaars. Naar eigen zeggen waren er bij de aanvang van de vervolging in 1999 100 miljoen Falun Gong-beoefenaars, terwijl de Chinese overheid het op maximaal 2 miljoen hield. Een paar maanden eerder echter had de Sportadministratie van de Chinese overheid het aantal Falun Gong-beoefenaars op “minstens 70 miljoen” geschat, volgens een persbericht van Associated Press van april 1999.